# Лерой Когун
Лерой Когун (англ. Leroy Colquhoun, нар. 1 березня 1980) — ямайський легкоатлет, який спеціалізувався на бар'єрному бігу та спринті.

## Спортивні досягнення
Дворазовий чемпіон світу в приміщенні з естафетного бігу 4×400 метрів (2003, 2004).
Бронзовий призер чемпіонату світу серед юніорів з естафетного бігу 4×400 метрів (1998).